# Selección de fútbol de Bengala Occidental
La Selección de fútbol de Bengala Occidental es el equipo representativo de Bengala Occidental, India en el Trofeo Santosh. El equipo es el mayor campeón del Trofeo Santosh con 32 conquistas.

## Palmarés
- Trofeo Santosh

Títulos: 32

1941–42, 1945–46, 1945–46, 1949–50, 1950–51, 1951–52, 1953–54, 1955–56, 1958–59, 1959–60, 1962–63, 1969–70, 1971–72, 1972–73, 1975–76, 1976–77, 1977–78, 1978–79, 1979–80, 1981–82, 1982–83 (compartido con Goa), 1986–87, 1988–89, 1993–94, 1994–95, 1995–96, 1996–97, 1997–98, 1998–99, 2010–11, 2011–12, 2016–17

Subcampeonatos: 13

1944–45, 1946–47, 1946–47, 1960–61, 1964–65, 1965–66, 1967–68, 1968–69, 1974–75, 1985–86, 2006–07, 2008–09, 2017–18